# Landamano della Svizzera
Il Landamano della Svizzera è stata una carica pubblica presente in Svizzera dal 1803 al 1815. Istituita durante la Repubblica elvetica, designava il presidente del Senato e del Consiglio esecutivo. Dopo l'Atto di Mediazione il titolo era assegnato a rotazione ai magistrati supremi dei sei cantoni direttori di Friburgo, Berna, Soletta, Basilea, Zurigo e Lucerna. La carica fu definitivamente abolita con il Patto federale del 7 agosto 1815.

## Storia

### Durante la Repubblica Elvetica
Scegliendo il termine "Landamano" per definire l'organo esecutivo della Repubblica Elvetica, Napoleone Bonaparte sperava di agevolare l'accettazione del progetto di Costituzione della Malmaison del 29 maggio 1801. Eletti dal Senato, i due Landamani avrebbero dovuto presiederlo alternandosi ogni anno. Il primo Landamano, in carica, era anche a capo del Piccolo Consiglio, il collegio governativo: affiancato da un segretario di Stato, responsabile unicamente nei suoi confronti, dirigeva gli affari esteri e nominava i prefetti cantonali. Il secondo Landamano ne costituiva il sostituto. Con l'entrata in vigore della seconda Costituzione elvetica, nel 2 luglio 1802, il titolo di Landamano fu attribuito al presidente del Senato e del Consiglio esecutivo, che contava tre membri. La durata del suo mandato fu limitata a un anno. La conduzione della politica estera passò a uno dei cinque segretari di Stato nominati dal Senato.

### Dopo l'Atto di Mediazione
A differenza dei Landamani della Repubblica Elvetica, durante la Mediazione il Landamano della Svizzera rappresentava, insieme alla Dieta federale, un potere centrale debole. La carica annuale era occupata a rotazione dai magistrati supremi dei sei cantoni direttori di Friburgo, Berna, Soletta, Basilea, Zurigo e Lucerna. Per tutta la durata del mandato il Landamano della Svizzera non poteva lasciare la capitale del suo cantone direttore. Egli era delegato del cantoni e nel contempo presidente della Dieta federale, preparava gli affari da trattare, stabiliva l'ordine del giorno, nominava i membri delle commissioni preparatorie, firmava i documenti ufficiali e deteneva in custodia il sigillo di Stato. Nella seduta di apertura doveva presentare un rapporto sulla situazione politica interna ed esterna della Confederazione. Sulla base dell'Atto di Mediazione, il Landamano della Svizzera poteva convocare sedute straordinarie della Dieta federale. Quando quest'ultima non era riunita, assumeva il ruolo di mediatore fra i cantoni.
Quale autorità di vigilanza sui cantoni, sorvegliava i contatti dei membri della Confederazione con l'estero, teneva sotto controllo la stampa e interveniva nel caso fossero adottate disposizioni cantonali contrarie all'ordinamento costituzionale. Nel caso di insurrezioni interne o altre situazioni di crisi poteva ordinare, su richiesta del cantoni in difficoltà, un intervento armato o non armato della Confederazione, come ad esempio nella guerra di Bocken. Per salvaguardare la neutralità svizzera negli anni 1805, 1809 e 1813 gli furono affidati i pieni poteri.
Il Landamano della Svizzera manteneva i contatti con i diplomatici stranieri e rappresentava gli interessi della Confederazione o di singoli cantoni verso l'estero. Napoleone si servì del Landamano della Svizzera principalmente come tramite con i 19 cantoni. Rispetto al vicepresidente della Repubblica Italiana o al Gran pensionario della Repubblica Batava, il Landamano della Svizzera non disponeva di un apparato di potere, poiché operava come organo esecutivo su incarico della Dieta. Alle sue dipendenze aveva solo un cancelliere, responsabile dei recessi e della corrispondenza diplomatica, un segretario di Stato, che stilava i protocolli della Dieta federale, un archivista e un aiutante di campo, che lo consigliava per le questioni militari.
La carica di capo di Stato non sopravvisse alla Mediazione e rimase un'eccezione nell'ambito della storia svizzera. I progetti costituzionali del 1832-1833 prevedevano il titolo di Landamano della Svizzera per il presidente della Dieta federale e del Consiglio federale.

## Elenco dei Landamani della Svizzera
Il seguente è l'elenco dei Landamani della Svizzera dal 1803 al 1813.
| Immagine | Nome e cognome                | Cantone  | Anno mandato |
| -------- | ----------------------------- | -------- | ------------ |
|          | Louis d'Affry                 | Friburgo | 1803         |
|          | Niklaus Rudolf von Wattenwyl  | Berna    | 1804         |
|          | Peter Glutz-Ruchti            | Soletta  | 1805         |
|          | Andreas Merian                | Basilea  | 1806         |
|          | Hans von Reinhard             | Zurigo   | 1807         |
|          | Vinzenz Rüttimann             | Lucerna  | 1808         |
|          | Louis d'Affry                 | Friburgo | 1809         |
|          | Niklaus Rudolf von Wattenwyl  | Berna    | 1810         |
|          | Heinrich Grimm von Wartenfels | Soletta  | 1811         |
|          | Peter Burckhardt              | Basilea  | 1812         |
|          | Hans von Reinhard             | Zurigo   | 1813         |